# Ecpetala celaena
Ecpetala celaena är en fjärilsart som beskrevs av Fletcher 1958. Ecpetala celaena ingår i släktet Ecpetala och familjen mätare. Inga underarter finns listade i Catalogue of Life.